# Acrostichum durvillei
Acrostichum durvillei là một loài thực vật có họ thuộc chủng loài Pteridaceae. Loài này được khoa học phát hiện lần đầu tiên năm 1851.

#tinodangdung #dtgr